# Élections constituantes de 1945 dans les Hautes-Alpes
Les élections constituantes de 1945 ont lieu le 21 octobre 1945.

## Mode de scrutin
Les Députés sont élus selon le système de représentation proportionnelle suivant la règle de la plus forte moyenne dans le département, sans panachage ni vote préférentiel. 
Il y a 586 sièges à pourvoir.
Dans le département de les Hautes-Alpes, deux députés sont à élire.

## Députés élus
| Députés élus  | Parti | Parti |
| ------------- | ----- | ----- |
| Louis Richier |       | UP    |
| Gaston Julian |       | PCF   |

## Résultats

### Résultats à l'échelle du département
| Parti          | Parti                                          | Tête de liste   | Résultats | Résultats | Sièges | Sièges |
| Parti          | Parti                                          | Tête de liste   | Voix      | %         | Sièges | Sièges |
| -------------- | ---------------------------------------------- | --------------- | --------- | --------- | ------ | ------ |
|                | Union-paysanne                                 | Louis Richier   | 11 754    | 28,76     | 1      |        |
|                | Parti communiste français                      | Gaston Julian   | 11 370    | 27,82     | 1      |        |
|                | Mouvement républicain populaire                | Antonin Maly    | 11 152    | 27,29     |        |        |
|                | Section française de l'Internationale ouvrière | Henri Malacrida | 6 594     | 16,13     |        |        |
|                |                                                |                 |           |           |        |        |
| Inscrits       | Inscrits                                       | Inscrits        | 57 515    | 100,00    |        |        |
| Votants        | Votants                                        | Votants         | 41 566    | 72,27     |        |        |
| Blancs et nuls | Blancs et nuls                                 | Blancs et nuls  | 1 696     | 1,67      |        |        |
| Exprimés       | Exprimés                                       | Exprimés        | 40 870    | 98,33     |        |        |